# OC Flora
OC Flora (dříve Atrium Flora, Palác Flora) je moderní pražské obchodně administrativní centrum postavené v roce 2003. Nachází se v pražské čtvrti Žižkov, na frekventované dopravní křižovatce ulic Vinohradská a Jičínská. Centrum má přímý vstup ze stanice metra Flora, linky A pražského metra. V těsné blízkosti centra je také nachází rozlehlý areál Olšanských hřbitovů.

## Popis budovy
Pasáž zahrnuje přibližně 20 000 m² obchodní plochy s více než 100 obchody rozmístěnými na čtyřech nadzemních podlažích. V areálu se dále nachází čtyřpatrové podzemní parkoviště, gastronomická zóna s restauracemi a kavárnami, fitness centrum a multikino Cinema City, které jako první v České republice uvedlo sál s technologií IMAX.
Administrativní část nabízí přibližně 15 000 m² kancelářských ploch, které využívají například společnosti ze sítě Scott.Weber Workspace.

## Historie

### Výstavba
Výstavba obchodního centra proběhla na místě někdejšího parčíku v letech 2001 a 2002. Slavnostní otevření bylo 20. března 2003. Generálním dodavatel byl Metrostav a.s., stavbu postavila společnost Eucon s.r.o. Vlastníkem obchodního centra Palác Flora byla až do roku 2011 společnost AFI Europe a Avestus Capital Partners.

### Minulost a plány
V roce 2011 zakoupila Palác Flora izraelská společnost Atrium European Real Estate odhadem za 4,7 miliardy Kč. Po odkupu společnost Atrium přejmenovala nákupní centrum na Atrium Flora. Společnost si dala za cíl vytvořit z Paláce Flora nové, modernější centrum zaměřené nejen na nákupy, ale také na trávení volného času. Podle tehdejší ředitelky centra chtěla společnost vytvořit nákupní prostředí orientované na individualitu zákazníka s řadou značek a služeb, které jinde nenajdou. V roce 2012 se jednalo o největší akvizici komerčního objektu v České republice. O odkupu psala prakticky všechna média, včetně například zpravodajské agentury Reuters.
V roce 2023 společnost Atrium European Real Estate byla přejmenována na společnosti G City Europe Ltd., která se poté stala vlastníkem centra Atrium Flora.
V první polovině roku 2025 došlo k prodeji obchodní centra Atrium Flora novému majiteli, investičnímu fondu MAX REALITNÍ. Ten obchodně administrativní centrum přejmenoval na nynější název OC Flora. „Chceme držet krok s rozvojem lokality, kde se staví spousta nových bytů a značku Flora budovat jako lovebrand, oblíbené místo setkávání zákazníků z širokého okolí a vyhledávané prestižní sídlo firem“, doplňuje Richard Morávek (majitel) vizi budoucnosti Flory.

## Multikino IMAX
Současně s otevřením obchodního centra v roce 2003, zahájilo promítání také multikino IMAX, které je součást řetězce multikin Cinema City. 
Stříbrné plátno o velikosti 25 x 14 metrů v případě analogové projekce  25 x 20 metrů je největší v České republice a jedno z největších digitálních pláten v Evropě. Plátno je opatřeno tisíci malými otvory, aby nebyl tlumen zvuk reproduktorů, které jsou umístěné za plátnem.
V multikině byla 19. července 2023 promítána premiéra filmu Oppenheimer na 70mm filmu. Jednalo se o jediné kino v kontinentální Evropě a Evropské unii z celkového počtu 30, ve kterých byl film v tomto formátu k dispozici.